# Мей, Варвара Павловна
Варва́ра Па́вловна Мей  (1912—1995) — советская артистка балета и педагог, автор учебно-методического пособия «Азбука классического танца». Заслуженный деятель искусств Башкирской АССР (1969).

## Биография
Родилась 5 января 1912 года в Петербурге.
По окончании Ленинградского хореографического училища (выпуск педагога Агриппины Вагановой), с 1929 по 1967 год — артистка балетной труппы Ленинградского театра оперы и балета им. Кирова.
В 1938 году начала преподавать классический танец в родном училище. Начав с младших классов, позднее преподавала в старших и выпускных.
В 1940 году окончила педагогические курсы, которые вела при училище Агриппина Вагановоа. В 1951 году под руководством Вагановой окончила педагогическое отделение при Ленинградской консерватории.
В 1964 году совместно с другой ученицей Вагановой, Надеждой Базаровой, выпустила в свет посвящённую балетной методике книгу «Азбука классического танца».
Работала в Ленинградском хореографическом училище до 1975 года, проявив себя как талантливый педагог и вдумчивый методист, продолжательница педагогических традиций и подхода, заложенных Вагановой.
В 1971—1972 годах преподавала в Каире, в высшем балетном университете. В 1975—1977 годах работала в Ташкентском хореографическом училище, в 1977—1982 годах — в Киевском хореографическом училище, где вела как выпускные, так и младшие классы.
Умерла 27 октября 1995 года, похоронена на Богословском кладбище Санкт-Петербурга в одной могиле со своей приёмной матерью Варварой Николаевной Мей.

## Награды и звания
- 1969 — Заслуженный деятель искусств Башкирской АССР (1969).